# Teorema de Mordell-Weil
El teorema de Mordell afirma que si {\displaystyle E:=y^{2}=f(x)} es una curva elíptica racional no singular, esto es que {\displaystyle f} y {\displaystyle df} no tengan raíces comunes, entonces el grupo de los puntos racionales {\displaystyle E(\mathbb {Q} )} es un grupo abeliano finitamente generado.
Es decir, este grupo va a ser isomorfo al producto {\displaystyle r} veces de {\displaystyle \mathbb {Z} } (a {\displaystyle r} se le conoce por el rango de la curva) multiplicados a su vez por una cierta cantidad de grupos finitos i.e.
{\displaystyle E(\mathbb {Q} )\cong \overbrace {\mathbb {Z} \oplus ...\oplus \mathbb {Z} } ^{r\;\;veces}\oplus {\frac {\mathbb {Z} }{p_{1}^{\lambda _{1}}\mathbb {Z} }}\oplus ...\oplus {\frac {\mathbb {Z} }{p_{s}^{\lambda _{s}}\mathbb {Z} }}}
Si la curva es singular, entonces este teorema no es aplicable, pero además es que es falso, pues entonces el grupo {\displaystyle E(\mathbb {Q} )} va a ser isomorfo a {\displaystyle \mathbb {Q} } con la suma o {\displaystyle \mathbb {Q} ^{*}} con la multiplicación,
que no son finitamente generados.
- Datos: Q284960